# Australia na Letnich Igrzyskach Olimpijskich 1972
Australię na Letnich Igrzyskach Olimpijskich 1972 reprezentowało 168 zawodników, 139 mężczyzn i 29 kobiet.

## Zdobyte medale
| Medal         | Zawodnik                          | Konkurencja                                                          |
| kolarstwo     | kolarstwo                         | kolarstwo                                                            |
| ------------- | --------------------------------- | -------------------------------------------------------------------- |
| Srebro        | Clyde Sefton                      | kolarstwo szosowe - wyścig indywidualny ze startu wspólnego mężczyzn |
| Srebro        | Daniel Clark                      | kolarstwo torowe - 1 km ze startu zatrzymanego mężczyzn              |
| Srebro        | John Nicholson                    | kolarstwo torowe - sprint mężczyzn                                   |
| lekkoatletyka |                                   |                                                                      |
| Srebro        | Raelene Boyle                     | 100 m kobiet                                                         |
| Srebro        | Raelene Boyle                     | 200 m kobiet                                                         |
| pływanie      |                                   |                                                                      |
| Złoto         | Brad Cooper                       | 400 m stylem dowolnym mężczyzn                                       |
| Złoto         | Shane Gould                       | 200 m stylem dowolnym kobiet                                         |
| Złoto         | Shane Gould                       | 400 m stylem dowolnym kobiet                                         |
| Złoto         | Shane Gould                       | 200 m stylem zmiennym kobiet                                         |
| Złoto         | Gail Neall                        | 400 m stylem zmiennym kobiet                                         |
| Złoto         | Beverley Whitfield                | 200 m stylem klasycznym kobiet                                       |
| Srebro        | Graham Windeatt                   | 1500 m stylem dowolnym mężczyzn                                      |
| Srebro        | Shane Gould                       | 800 m stylem dowolnym kobiet                                         |
| Brąz          | Shane Gould                       | 100 m stylem dowolnym kobiet                                         |
| Brąz          | Beverley Whitfield                | 100 m stylem klasycznym kobiet                                       |
| żeglarstwo    |                                   |                                                                      |
| Złoto         | John Cuneo John Shaw Tom Anderson | klasa soling                                                         |
| Złoto         | David Forbes John Anderson        | klasa tornado                                                        |